# Romaanse klokkentorens in Rome
Dit is een overzicht van de Romaanse klokkentorens in Rome.
De stad staat niet in de eerste plaats bekend om zijn romaanse architectuur want daarvan is niet zoveel te vinden als elders in Italië en Europa.
Uit de Romaanse periode zijn 43 klokkentorens of campaniles nog wel zichtbaar. Ze zijn in een betrekkelijk korte periode gebouwd – waarschijnlijk binnen 50 jaar. Na een woelige periode in de middeleeuwen brak een relatief rustige tijd aan, waarin zich een enorme bouwexplosie voordeed.
Klokken worden al sinds de 4e eeuw gebruikt om gelovigen tot het gebed op te roepen, maar de torens waarin ze worden opgehangen dateren pas van de late 9e eeuw. Romaanse klokkentorens zijn in Italië aanvankelijk rond (zoals te zien is in Sant'Apollinare in Classe nabij Ravenna), maar die vorm wordt snel opgegeven voor het vierkant. Omdat Rome architectonisch een conservatieve stad is, zijn de romaanse campaniles stevig verankerd in de klassieke architectuur en onderscheiden zich daarmee van de rest van de romaanse bouwkunst in Italië. Typerend voor de situatie in Rome is bovendien, dat de meeste campaniles zijn gebouwd naast kerken die al veel eerder waren gebouwd. Op een aantal plaatsen in de provincie Lazio zijn vergelijkbare campaniles te vinden.

## Indeling in types
In Italië maakt men in de romaanse architectuur onderscheid tussen vier groepen torens: Lombardische, Toscaanse, Romeinse en Zuidelijke torens.
LombardischLombardische campaniles zijn compact, met weinig openingen uit angst de constructie te verzwakken. De muurvlakken worden door lisenen in spaarvelden ingedeeld en door profiellijsten en (rondboog)friezen in verdiepingen.
ToscaansToscaanse campaniles zijn verwant aan Lombardische, maar zijn meer gedecoreerd en opener. Ze worden gekenmerkt door een typische indeling in verdiepingen waarbij de onderste een monofoor heeft, de volgende een bifoor, daarboven een trifoor en vervolgens een quadrifoor. De vensterbogen worden doorgaans gescheiden door zuiltjes met kapitelen. Als een toren hoger is, zijn allerhande variaties bedacht waarbij de toegevoegde verdiepingen bredere of aangepaste versies van een van bovengenoemde venstergroepen kregen. Onder de verdieping met het monofoor zijn vaak nog verdiepingen met steeds smallere monoforen aangebracht. Ook in dit type torens komen lisenen, spaarvelden en rondboogfriezen voor. Verdiepingen worden door sobere profiellijsten gescheiden.
RomeinsRomeinse campaniles zijn qua indeling op het Toscaanse type gebaseerd, maar wijken qua versiering af en vormen daarmee een homogene groep. Lisenen en spaarvelden – een typisch kenmerk van de Lombardische stijl – ontbreken en de scheiding van de verdiepingen wordt gevormd door markante profiellijsten die zijn samengesteld uit dek- en sluitlijsten in vlak metselwerk, in combinatie met tandfriezen (in het Italiaans aangeduid als denti di sega, muizentanden) en soms rijen witmarmeren consoles ertussen. Opvallend bij Romeinse campaniles is bovendien het door elkaar toepassen van bi- en triforen met zuiltjes of gemetselde scheidingskolommen in de raampartijen. Opvallend is de grote openheid van de torens, bedoeld om wind door te laten. Rome ligt immers vlak bij zee en in de romaanse periode (eind 11e, begin 12e eeuw) waren de campaniles de hoogste bouwwerken in de stad.
ZuidelijkHet zuiden van Italië heeft lange tijd onder Islamitisch en later onder Normandisch bestuur gestaan. Zuidelijke campaniles zijn daardoor massief en groots met veel oriëntaalse en Normandische invloeden. Ook daar komen echter soms Lombardische invloeden voor.

## Opbouw en decoratie
Alle Romeinse campaniles zijn gemetseld in baksteen en het is bekend dat daarbij gebruik is gemaakt van gerecycled materiaal uit klassieke bouwwerken, onder andere zichtbaar aan de lange, platte bakstenen. De onderste verdiepingen van de campaniles zijn gesloten, om een stevig fundament te creëren. Dat veel van de hogere verdiepingen in de loop der eeuwen (deels) zijn dichtgemetseld heeft de bedoeling gehad ontstane instabiliteit op te vangen. Soms is de open functie verloren gegaan omdat de toren is ingekapseld in de omgevende architectuur en zijn de bogen daarom dichtgemaakt. Veel campaniles zijn na een grondige restauratie weer in hun oorspronkelijke transparante vorm teruggebracht.

Het versieren van romaanse (kerk)gebouwen komt in Italië tamelijk veel voor. Het is te vergelijken met de versiering met ingelegde edelstenen van bijvoorbeeld relekwiekistjes en boekomslagen uit die tijd. In de wanden van paleizen, kerken en campaniles werden daartoe geglazuurde (majolica) aardewerken kommen, baccini, ingemetseld in speciaal daarvoor vrijgehouden sparingen. Italië kende in de romaanse periode het geheim van het glazuurwerk nog niet, reden waarom dit vaatwerk uit de Arabische wereld werd geïmporteerd in havens als die van Genua en Pisa. In de stad Pisa komt deze decoratievorm zeer veel voor, in Rome beperkt deze zich tot de romaanse campaniles. Als variant daarop zijn in sommige campaniles plakken (uit klassieke zuilen gezaagde) of stroken kleurrijk (groen, robijnrood, wit) marmer gebruikt. In de provincie Lazio staan torens waar ook cosmatenwerk op is aangebracht.

## Lijst van torens
De Romeinse campaniles kunnen het gemakkelijkst worden ingedeeld naar hun zichtbaarheid in het stadsbeeld. Er zijn een aantal echte landmarks, andere vallen minder op, een aantal zijn (bijna) volledig onzichtbaar en er zijn van sommige niet meer dan een enkel muurvlak over.

### Goed zichtbare torens
Al deze torens staan prominent in het stadsbeeld en zijn soms vanuit grote delen van de stad langs lange zichtlijnen te zien. De top van de campanile van Santa Maria Maggiore is van latere datum. Toen het uiterlijk van deze kerk na de romaanse bouwperiode in klassieke stijl werd verbouwd, werd verhoging van de campanile noodzakelijk.
- San Crisogono – Piazza Sidney Sonnino
- San Bartolomeo all‘Isola – Tibereiland
- San Lorenzo fuori le Mura – Piazza del Verano
- San Sisto Vecchio – Piazza Numa Pompilio
- Santa Croce in Gerusalemme – Piazza Santa Croce in Gerusalemme
- Santa Francesca Romana/Santa Maria Nova – Piazza Santa Francesca Romana
- Santa Maria in Cosmedin – Piazza Bocca della Verità
- Santa Maria Maggiore – Piazza Santa Maria Maggiore
- Santi Bonifacio e Alessio/San Alessio – Piazza San Alessio
- Santi Giovanni e Paolo – Piazza Santi Giovanni e Paolo
- Santa Beata Maria Vergine Addolorata - Piazza Buenos Aires
- San Silvestro in Capite - Piazza San Silvestro
- Chiesa di Sant'Anselmo all'Aventino

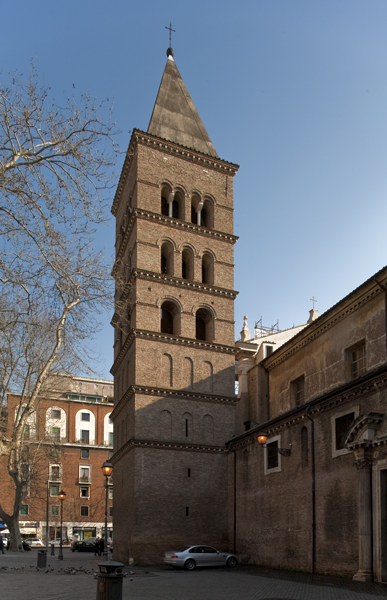
San Crisigono
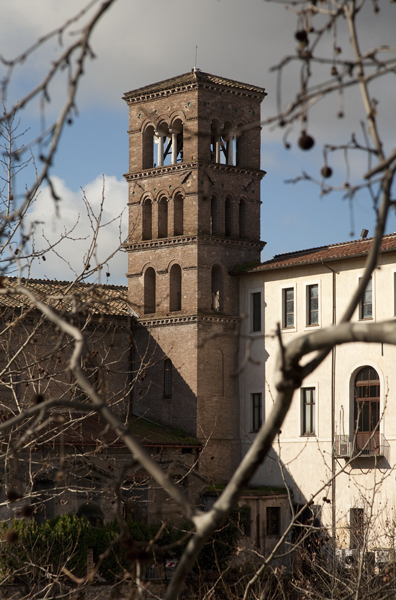
San Bartolomeo all'Isola
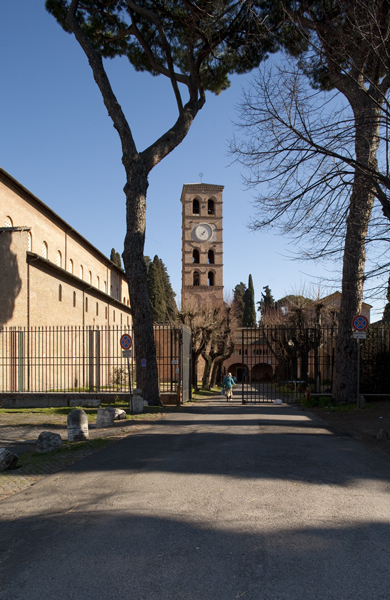
San Lorenzo fuori le Mura
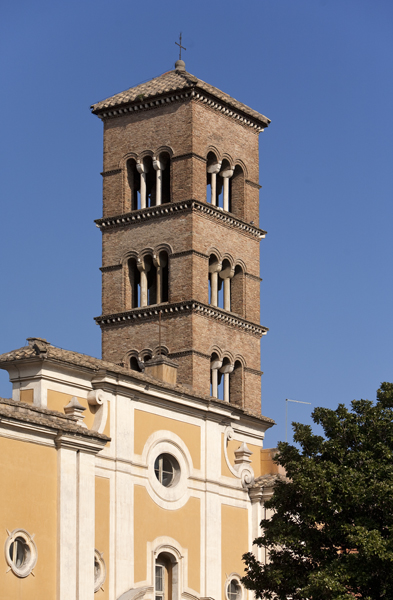
San Sisto Vecchio
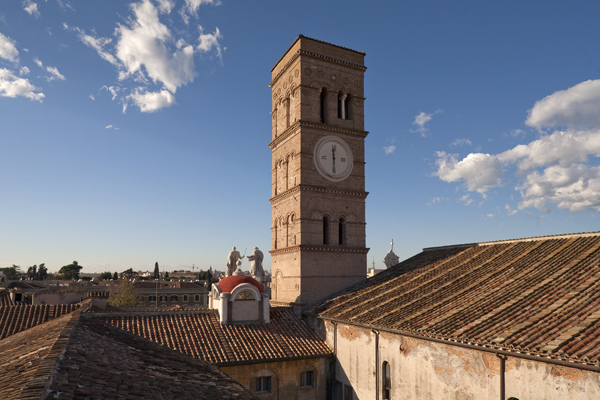
Santa Croce in Gerusalemme
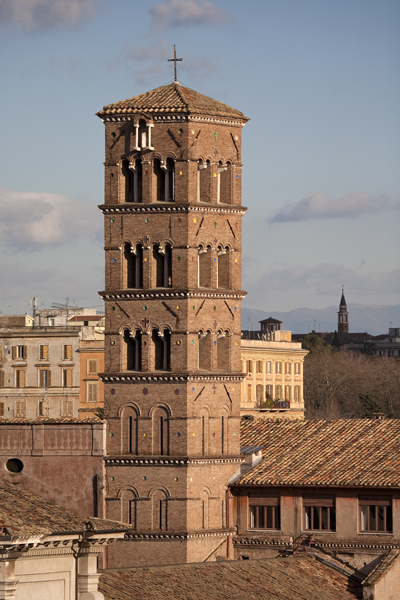
Santa Francesca Romana
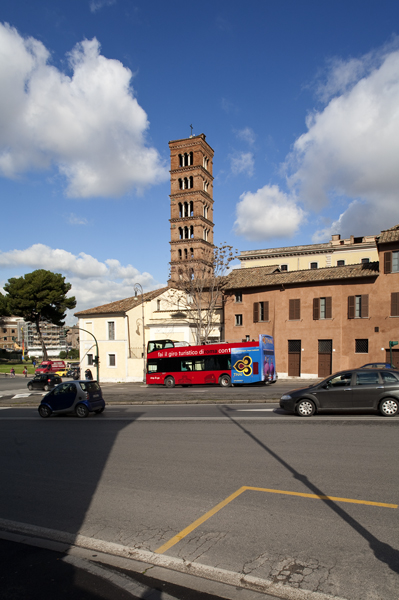
Santa Maria in Cosmedin
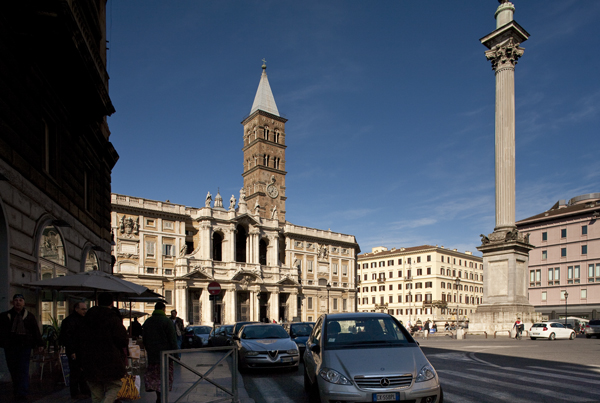
Santa Maria Maggiore
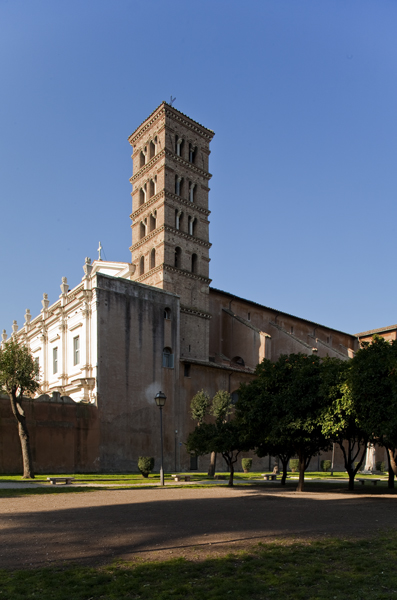
Santi Bonifacio e Alessio
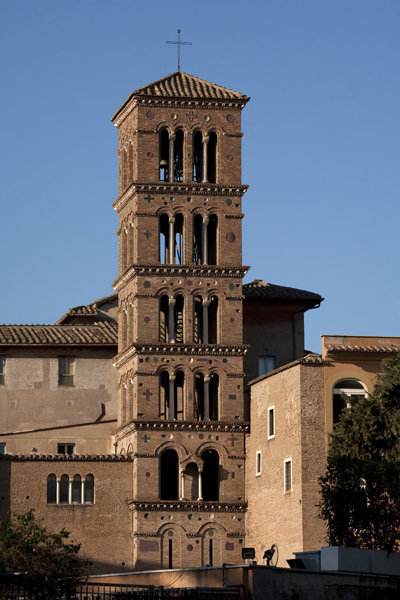
Santi Giovanni e Paolo

### Verscholen torens
Deze torens staan in de wijken en laten zich slechts van een enkele kant zien. Sommige zijn deels ingekapseld door omgevende gebouwen.
- Madonna del Divino Amore – Vicolo del Divino Amore
- San Benedetto in Piscinula – Piazza in Piscinula
- San Cosimato – Via Roma Libera
- San Giorgio in Velabro – Via del Velabro
- San Gregorio Nazianzeno – Piazza Campo Marzio
- San Lorenzo in Lucina – Via in Lucina
- San Marco – Piazza San Marco
- San Giacomo alla Lungara/San Giacomo in Settignano – Lungotevere della Farnesina
- San Giovanni a Porta Latina – Via di Porta Latina
- San Lorenzo de Piscibus – Via Padre P. Pfeiffer
- San Saba – Piazza G. L. Bernini
- San Salvatore delle Coppelle – Piazza delle Coppelle
- San Silvestro in Capite – Piazza San Silvestro
- Santa Cecilia in Trastevere – Piazza Santa Cecilia
- Santa Maria in Cappella – Vicolo Santa Maria in Cappella
- Santa Maria in Monticelli – Via di Santa Maria in Monticelli
- Santa Maria in Trastevere – Piazza Santa Maria in Trastevere
- Santa Pudenziana – Via Urbana
- Sante Rufina e Seconda/Santa Rufina – Via della Lungaretta
- Santi Michele e Magno – Salita dei Santi Michele e Magno
- Santi Quattro Coronati – Via dei Santi Quattro Coronati
- Santi Quirico e Giulitta – Via Tor de’Conti
- Sant'Agata dei Goti – Via Mazzarino
- Sant'Eusebio – Piazza Vittorio Emanuele II
- Sant'Eustachio – Piazza San Eustachio

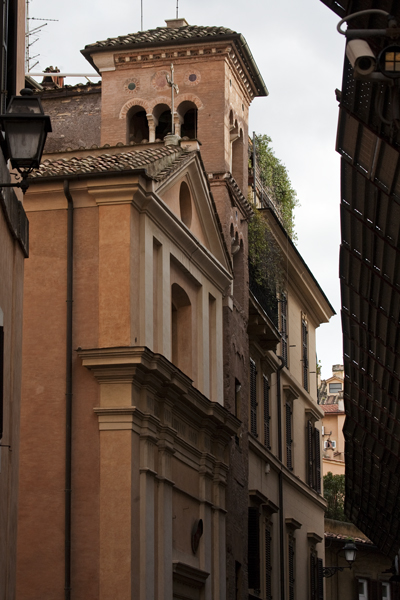
Madonna del Divino Amore
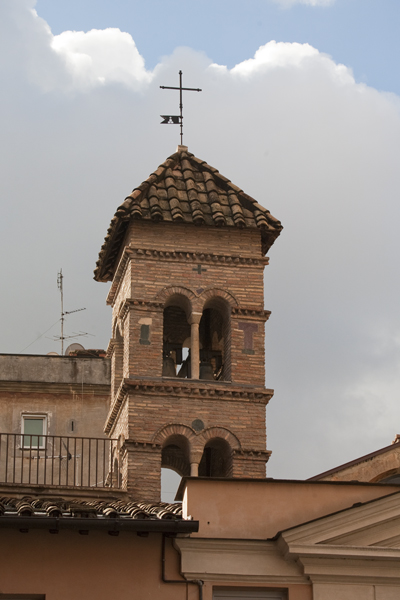
San Benedetto in Piscinula
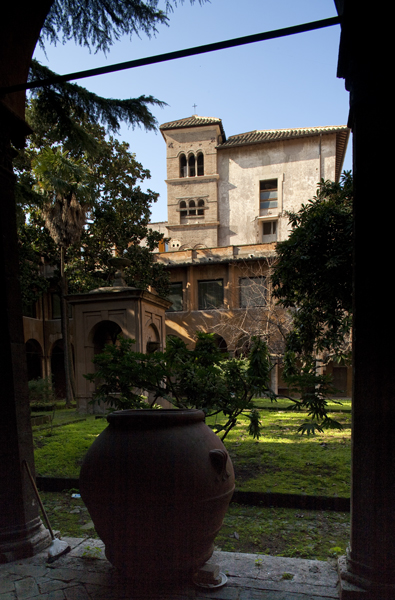
San Cosimato
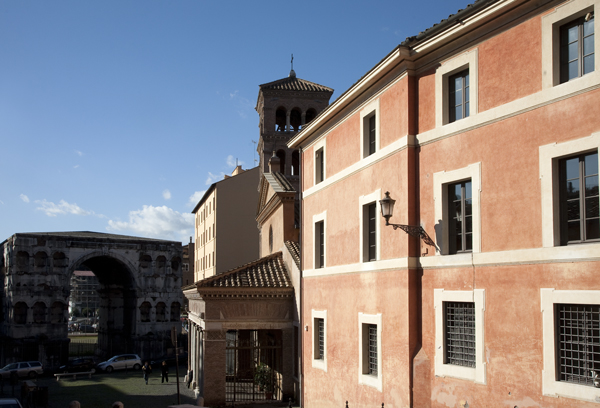
San Giorgio in Velabro
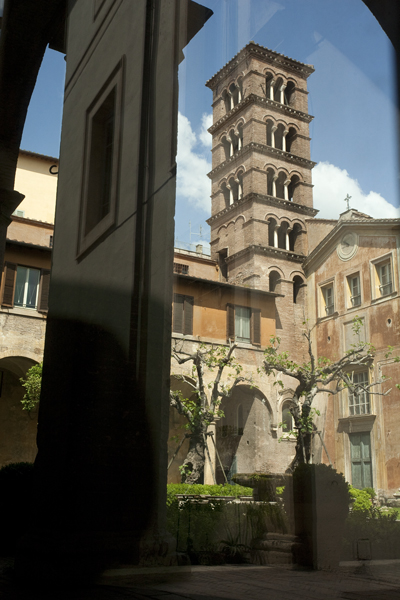
San Gregorio Nazianzeno
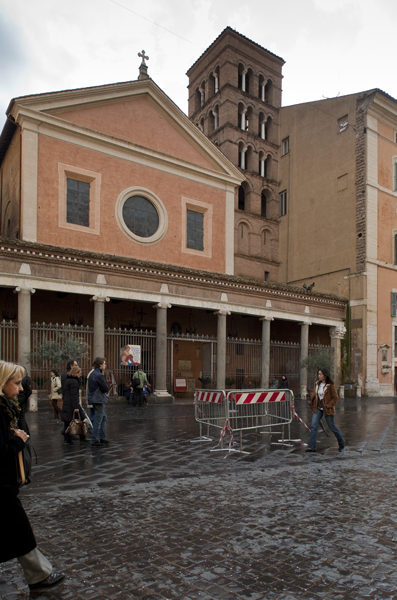
San Lorenzo in Lucina
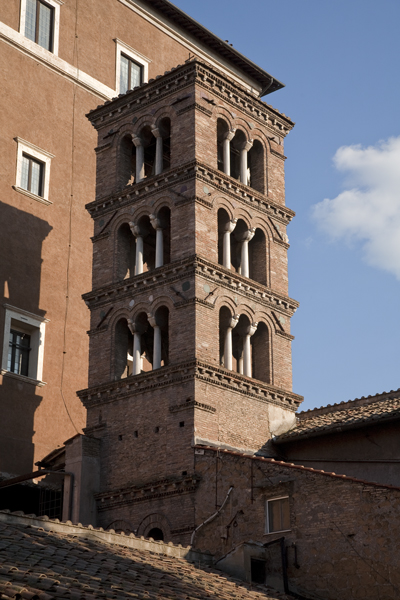
San Marco
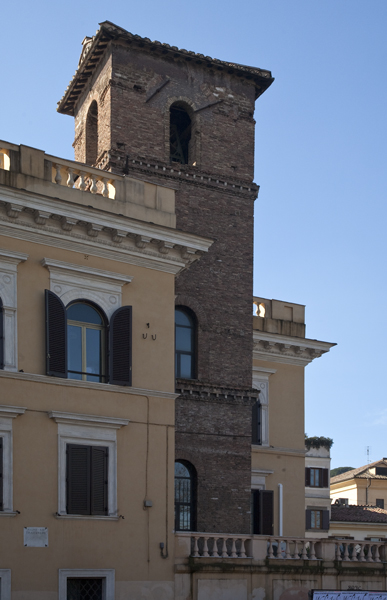
San Giacomo alla Lungara
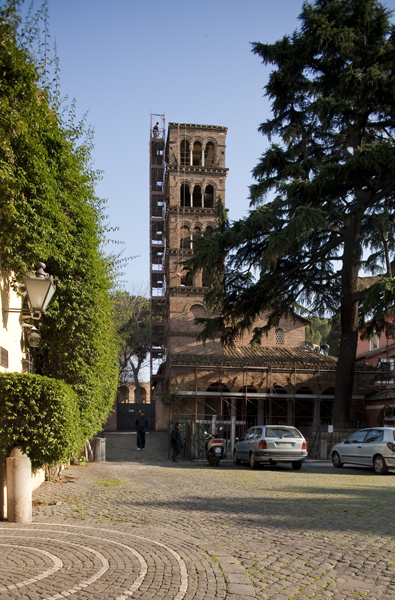
San Giovanni a Porta Latina
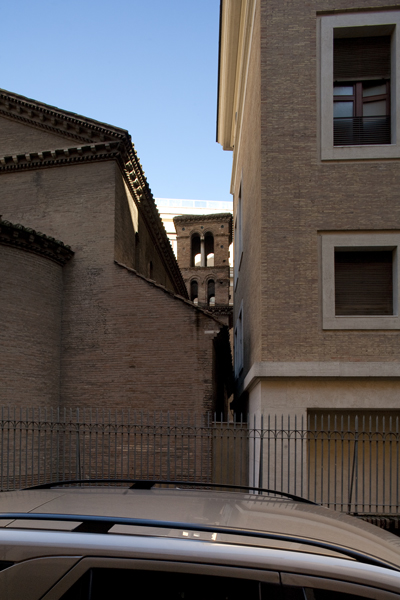
San Lorenzo de Piscibus
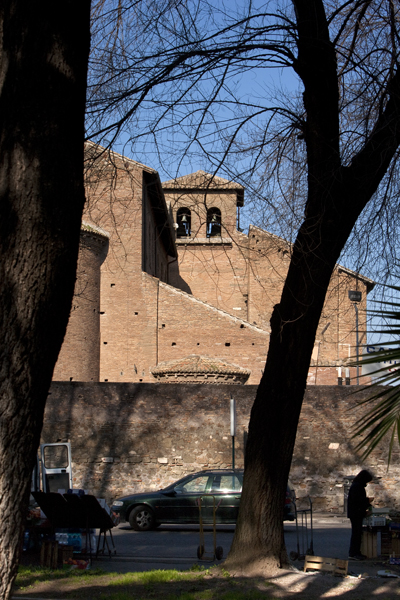
San Saba
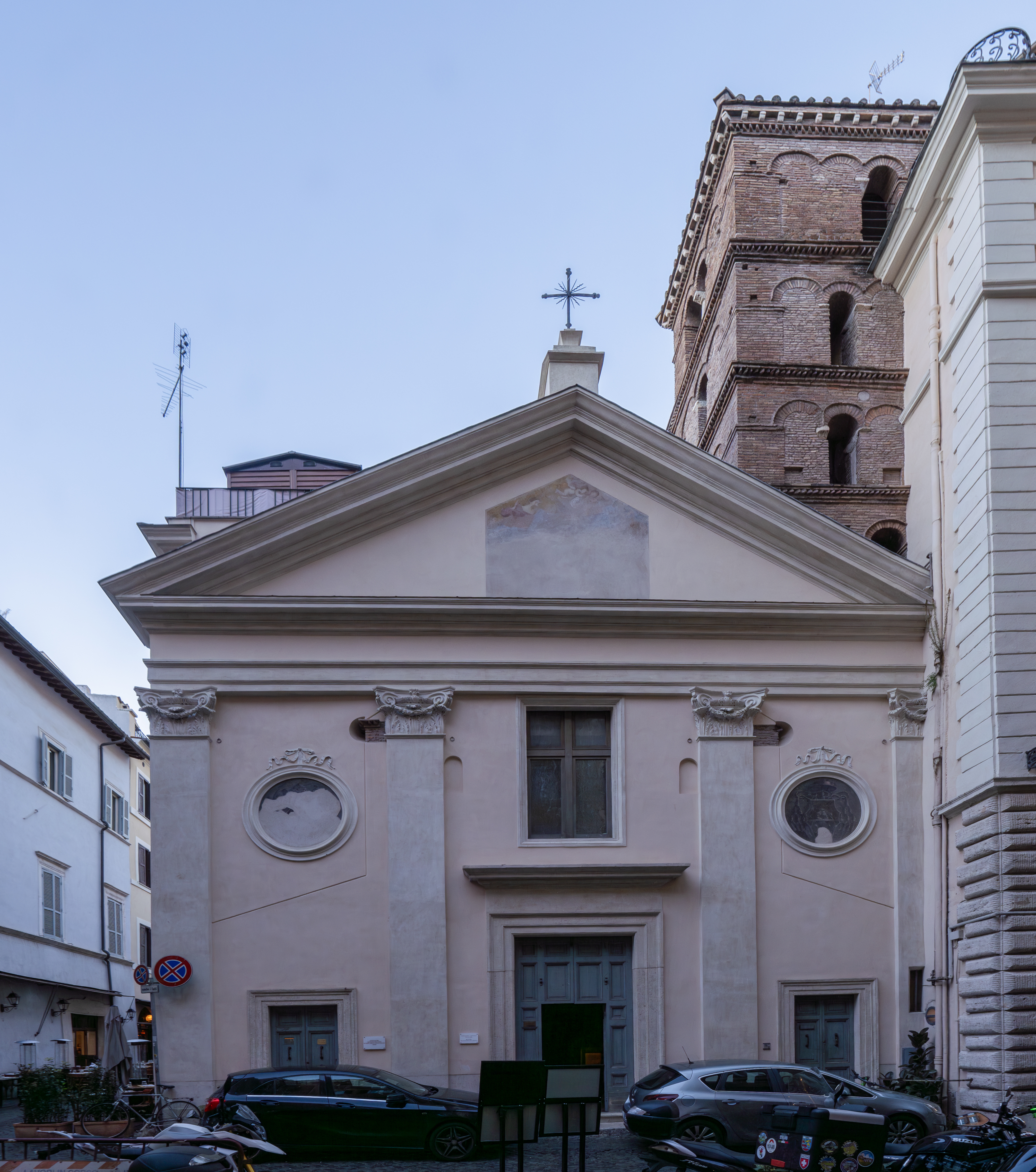
San Salvatore delle Coppelle
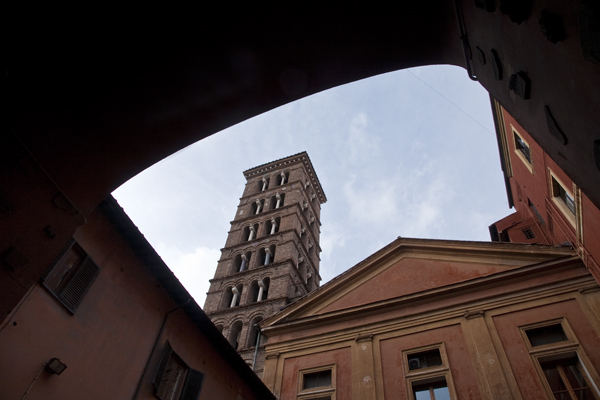
San Silvestro in Capite
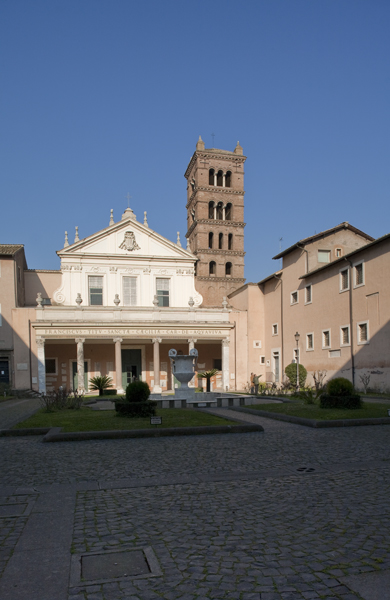
Santa Cecilia in Trastevere
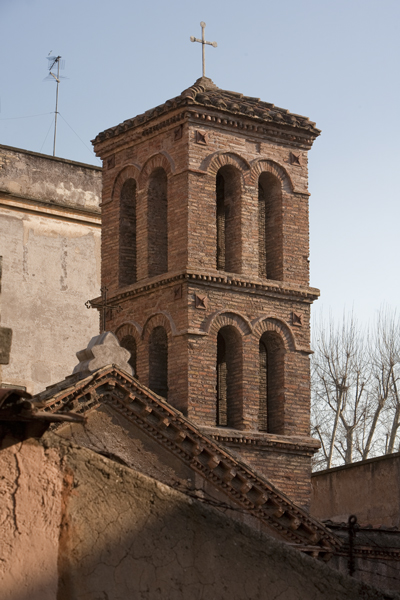
Santa Maria in Cappella
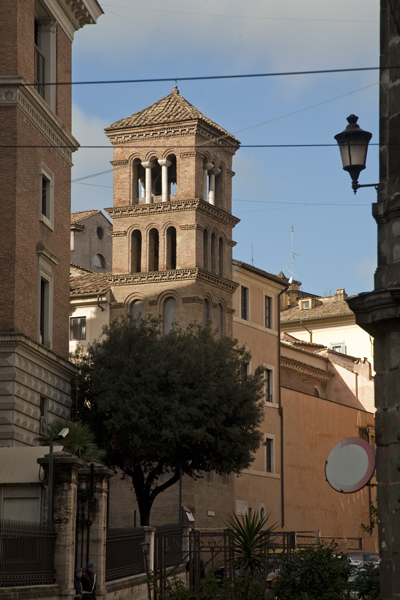
Santa Maria in Monticelli
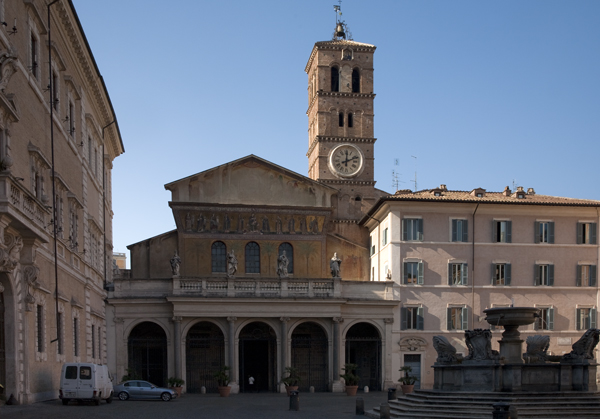
Santa Maria in Trastevere
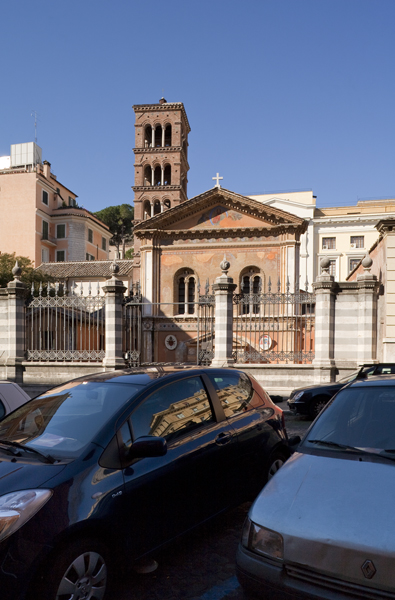
Santa Pudenziana
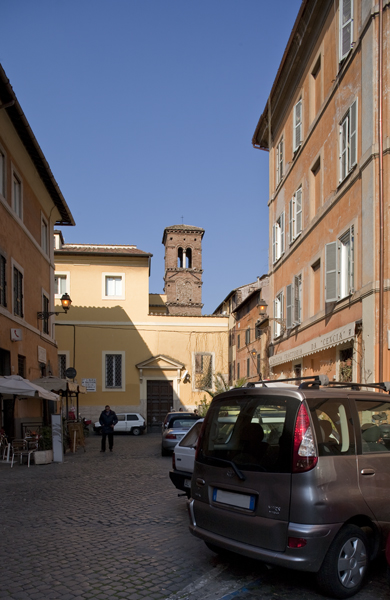
Sante Rufina e Seconda
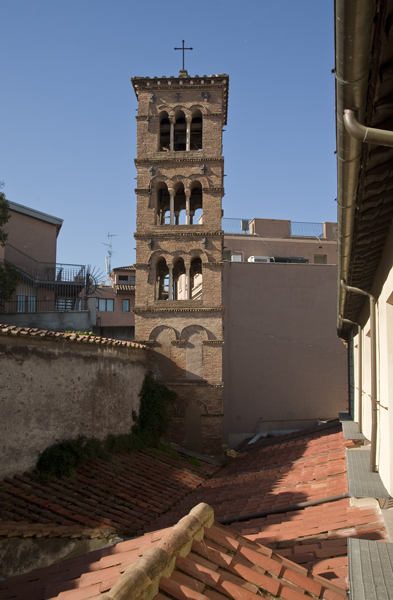
Santi Michele e Magno
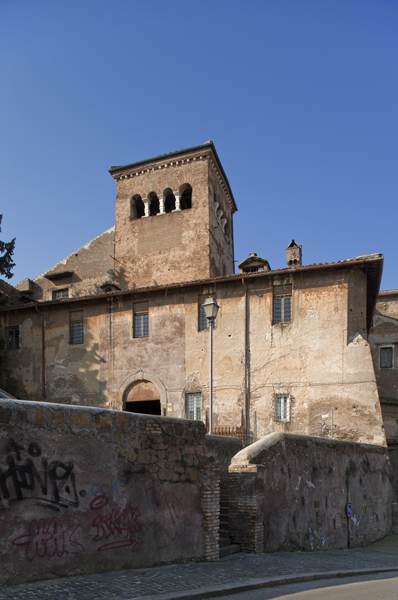
Santi Quattro Coronati
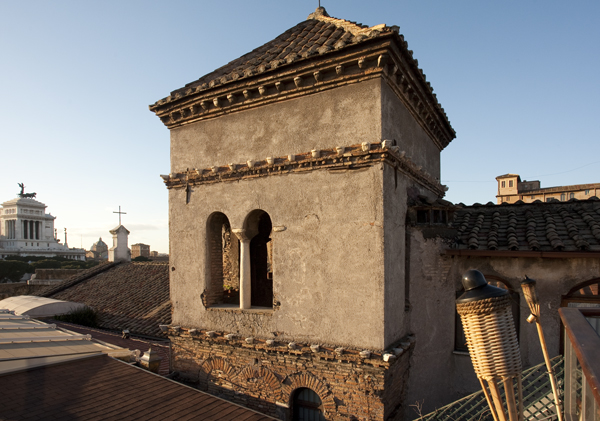
Santi Quirico e Giulitta
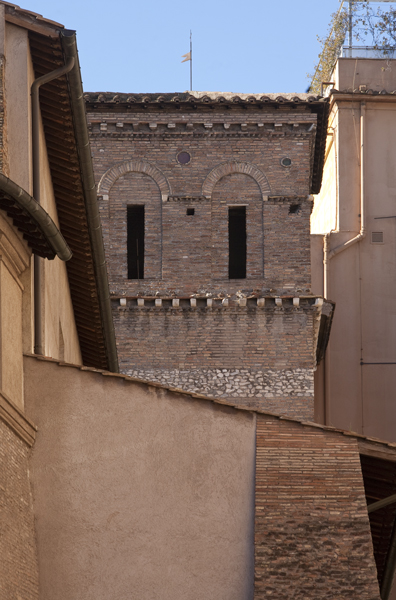
Sant'Agata dei Goti
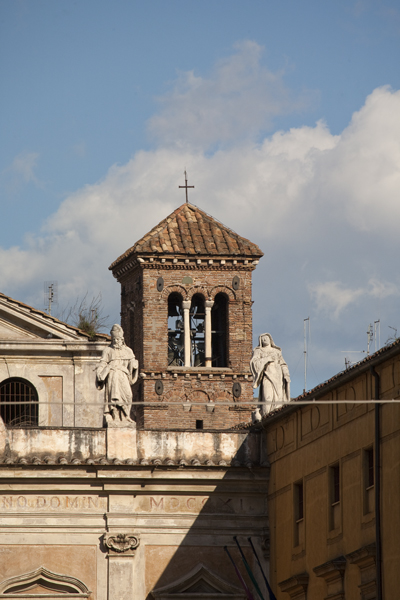
Sant'Eusebio
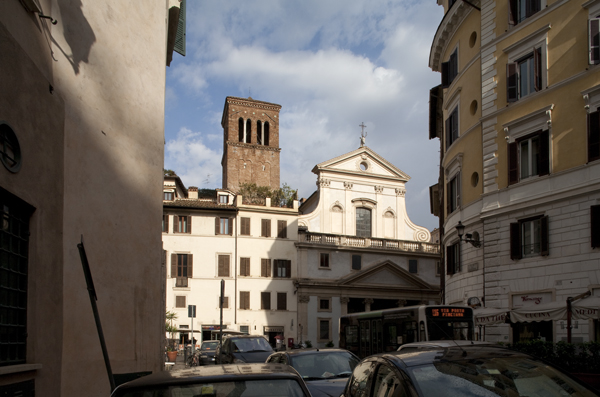
Sant'Eustachio

### Onzichtbare torens
Van de eerste twee van deze torens is slechts een enkel hoekje zichtbaar, de derde staat geheel achter een huizenblok.
- Santa Maria della Luce – Via della Luce
- Santa Prassede – Via di Santa Prassede
- San Stefano del Cacco – Via San Stefano del Cacco

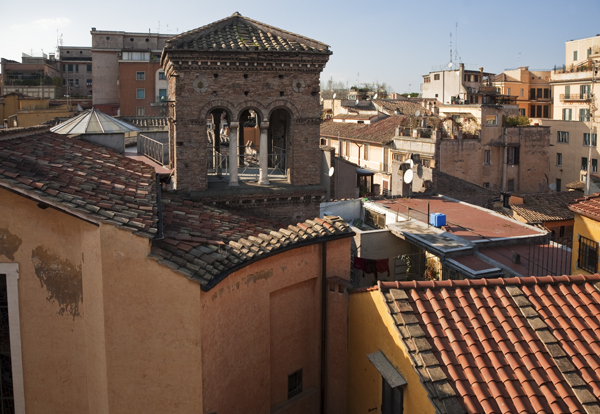
Santa Maria della Luce
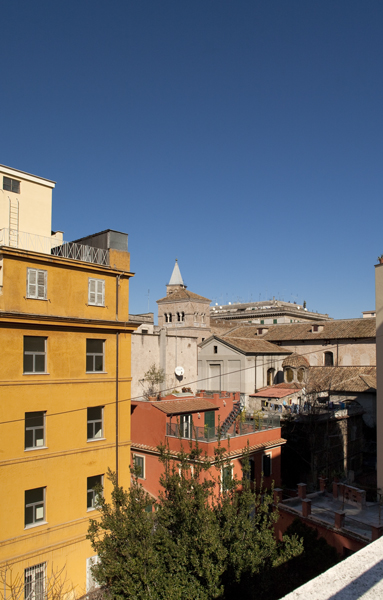
Santa Prassede
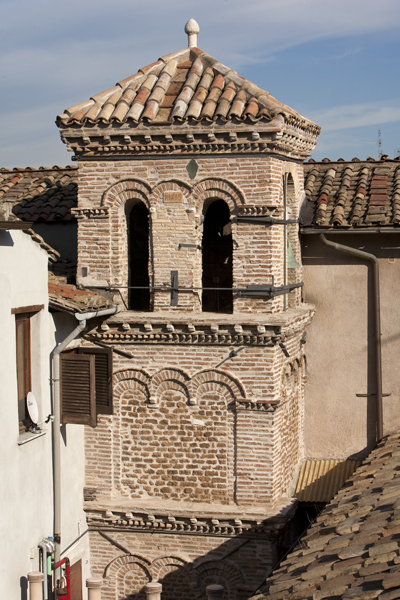
San Stefano del Cacco

### Rudimetaire torens
Dit zijn torens waarvan nog slechts een enkel muurvlak over is. De bovenbouw van de campanile van Sant'Agnese fuori le Mura is van latere tijd en van de oorspronkelijke romaanse campanile is slechts de ruwe onderbouw met moeite herkenbaar. Het lijkt hier alsof door de verhoging van het straatniveau en de daarop gebouwde gevels verhoging van de campanile nodig werd.
- San Biagio de’Mercato – Piazza Venezia
- Santa Maria in Aracoeli – Piazza del Campidoglio
- Santa Maria in Tempulo – Via Valle delle Camene
- Santa Sabina – Piazza Pietro d’Illiria
- Sant'Agnese fuori le Mura – Via Tiburtina

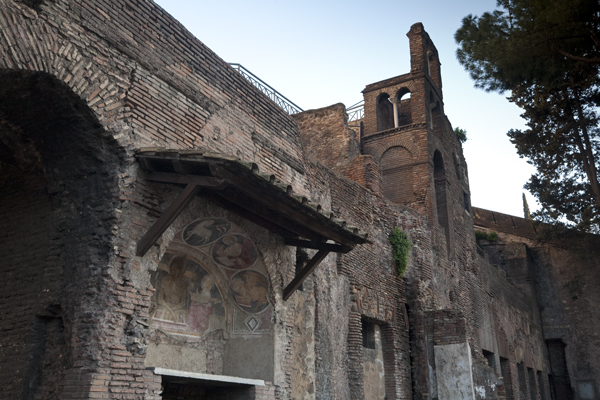
San Biagio de’Mercato
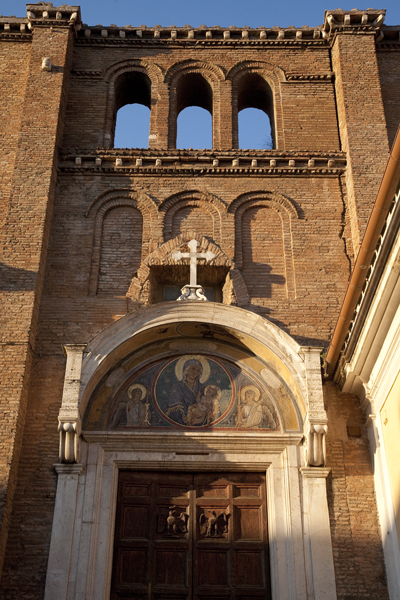
Santa Maria in Aracoeli
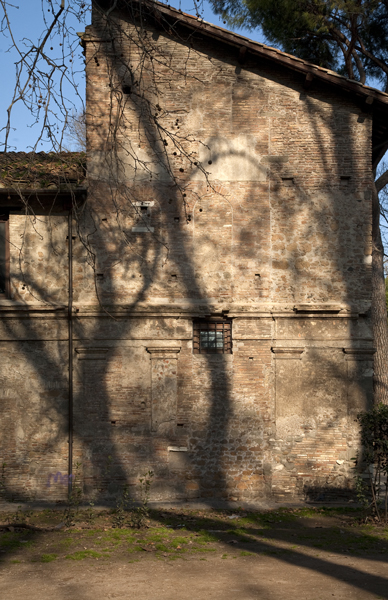
Santa Maria in Tempulo
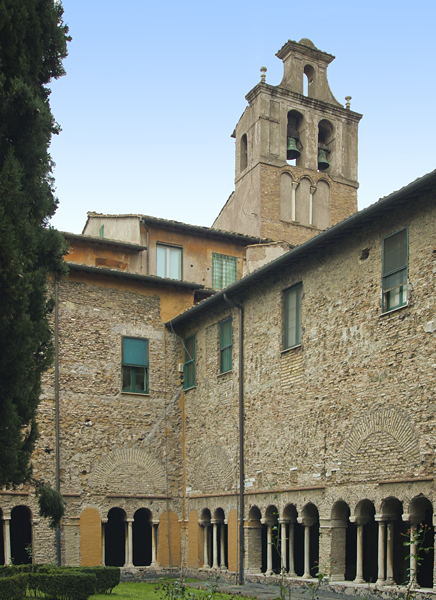
Santa Sabina
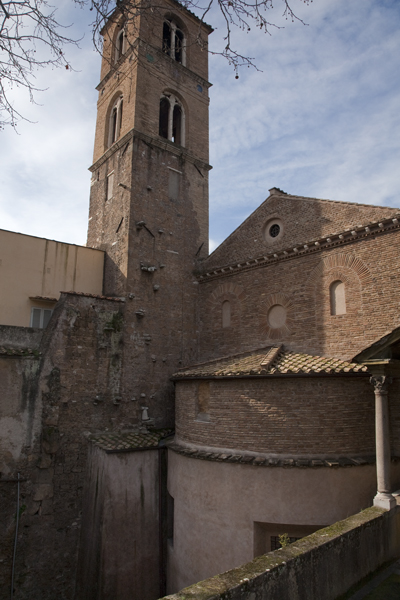
Sant'Agnese fuori le Mura